# Rancagua (stacja kolejowa)
Rancagua, hiszp. Estación de Ferrocarriles de Rancagua  – stacja kolejowa w Rancagua, w regionie O’Higgins, w Chile. Znajdują się tu 2 perony.